# Comuna Stari Krîvotulî, Tîsmenîțea
Stari Krîvotulî (în ucraineană Старі Кривотули) este o comună în raionul Tîsmenîțea, regiunea Ivano-Frankivsk, Ucraina, formată din satele Krasîlivka și Stari Krîvotulî (reședința).

## Demografie
Componența lingvistică a comunei Stari Krîvotulî
     Ucraineană (99,9%)
     Alte limbi (0,09%)
Conform recensământului din 2001, majoritatea populației comunei Stari Krîvotulî era vorbitoare de ucraineană (99,9%), existând în minoritate și vorbitori de alte limbi.